# داميان بوروز
داميان بوروز (بالإنجليزية: Damien Burroughs)‏ هو منافس ألعاب قوى أسترالي، ولد في 28 أكتوبر 1978 في وست يونيون في الولايات المتحدة.

## روابط خارجية
- داميان بوروز على موقع النتائج التاريخية لألعاب القوى الأسترالية (الإنجليزية)
- داميان بوروز على موقع Paralympic.org (الإنجليزية)